# Gebirgsspezialisten Abteilung 1

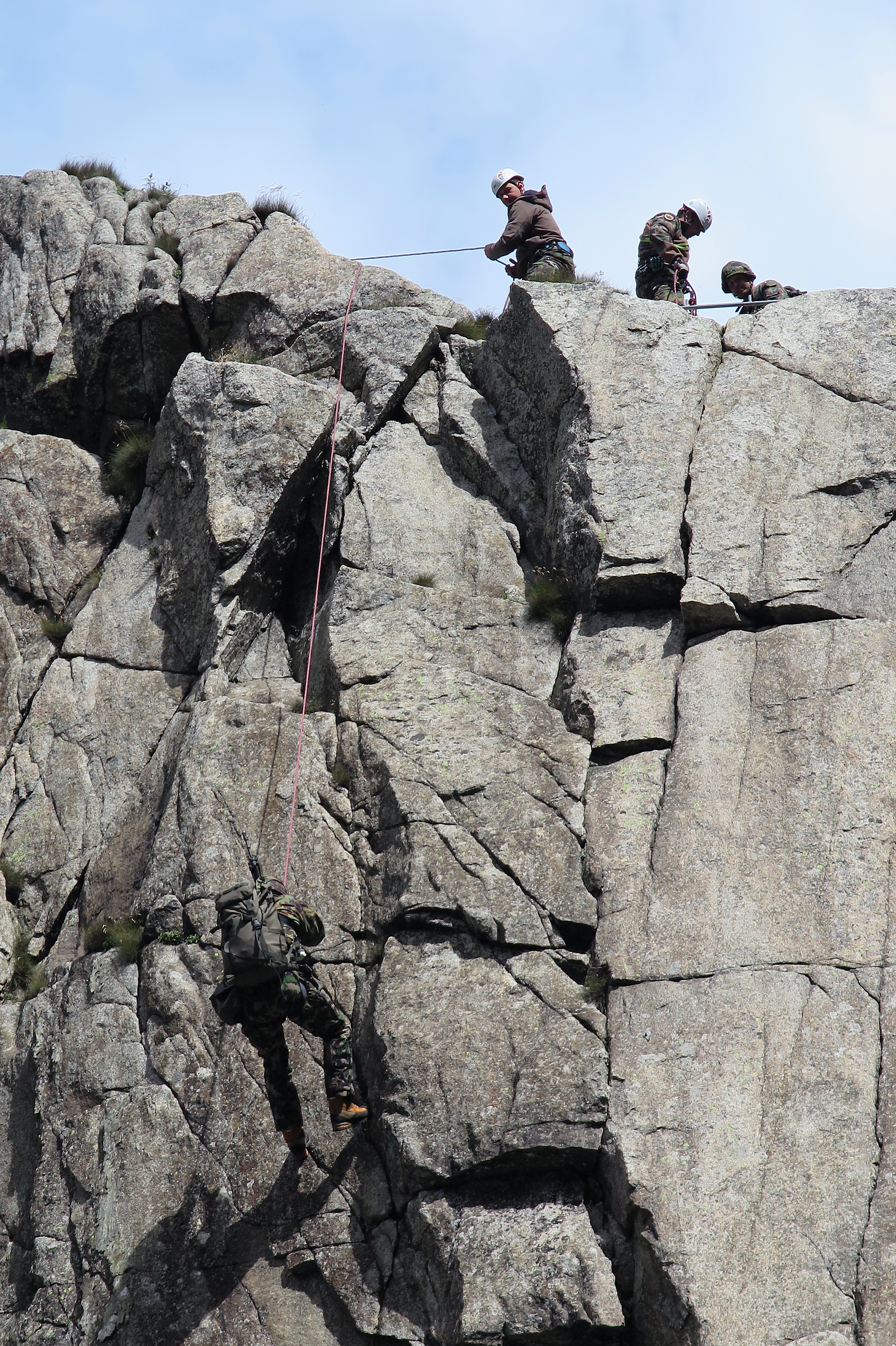
Gebirgsspezialisten beim Abseilen

Die Gebirgsspezialisten Abteilung 1 (Geb Spez Abt 1) ist ein Spezialistenverband der Schweizer Armee. Sie ist die einzige Einheit, die fürs Hochgebirge ausgebildet und dort eingesetzt wird. Die Geb Spez Abt 1 untersteht dem Kompetenzzentrum Gebirgsdienst der Armee (Komp Zen Geb D A) mit Sitz in Andermatt. Die Einheit wurde 2003 nach der Schliessung der Zentralen Gebirgskampfschule (ZGKS) Andermatt gegründet.

## Auftrag
Die Gebirgsspezialisten haben eine ähnliche Aufgabe wie im zivilen Bereich die Bergführer. Der Auftrag der Gebirgsspezialisten umfasst:
- Führung und Ausbildung von anderen Verbänden im Hochgebirge
- ganzjährige, permanente Bereitschaft zur alpinen Rettung; die Gebirgsspezialisten müssen innert neun Stunden einsatzbereit sein

Gebirgsspezialisten werden für Führungs- und Ausbildungsaufgaben je nach Auftrag einzeln oder in kleinen Gruppen eingesetzt. Für alpine Rettungsaufträge können je nach Schadens- oder Katastrophenausmass auch grössere Detachemente entsandt werden.
Da die Armee im Hochgebirge zahlreiche Anlagen zur Kommunikation und zur Luftraumüberwachung unterhält, unterstützen die Gebirgsspezialisten auch deren Wartung.

## Besonderheiten und Ausbildung
Da der Gebirgsspezialist über das militärische Hochgebirgsabzeichen verfügt, kann es aufgrund des militärischen Grundsatzes «Funktion vor Grad» in Zusammenarbeit mit Gebirgsspezialisten dazu kommen, dass bereits Soldaten ranghöhere Angehörige der Armee führen.
Während der Aushebung müssen die Anwärter sehr gute sportliche Leistungen aufweisen. Zur vordienstlichen Eignungsprüfung, die in Andermatt durchgeführt wird, gehören (Stand 2019):
- Orientierung, Beurteilung alpiner Gefahren, erste Hilfe
- Seilhandhabung wie Grundknoten, Anseiltechniken (Fels, Eis), Abseilen
- Felsklettern: Mit Bergschuhen und Rucksack im französischen Schwierigkeitsgrad 5a/5b, mit Kletterfinken im Grad 5c/6a (siehe Schwierigkeitsskala (Klettern))
- weiterer Sporttest mit Hindernisbahn
- alpines Skifahren: solide Grundfähigkeiten abseits der Piste, sowie ein Aufstieg mit Ski und Rucksack (1500 Meter Höhendifferenz, auf Zeit)

Zu den Ausbildungsinhalten gehören:
- alpinistische Ausbildung in Sommer- und Wintertechniken
- Risikobeurteilung, Risikomanagement, Lawinenbeurteilung
- alpine Rettung
- Führung von Gruppen, Beratung von alpinistisch unerfahrenen Offizieren
- Aufbau von Fixseil-Anlagen, Leitern und Seilbahnen
- infanteristischer Kampf im alpinen Gelände

## Vorfälle

### Lawinenunglück 2007
Beim Normalaufstieg zur Jungfrau kamen bei einem Lawinenunglück oberhalb des Rottal-Sattels fünf Rekruten und ein Wachtmeister der Gebirgsspezialisten-Rekrutenschule ums Leben. Das Unglück betraf eine Gruppe von 14 Armeeangehörigen. Der Entscheid, am ersten schönen Tag nach starken Schneefällen unterwegs zu sein, sowie der Zeitplan – die Mittagswärme destabilisiert Schneeschichten, was für eine höhere Lawinengefahr sorgt, weswegen das Gipfelziel stets vormittags erreicht werden soll – wurden von zivilen Bergführern heftig kritisiert.
In der ersten Instanz wurden die beiden Armee-Bergführer vom Vorwurf der fahrlässigen Tötung und der fahrlässigen Nichtbefolgung von Dienstvorschriften freigesprochen. (siehe auch Lawinenunglück an der Jungfrau)